# Aretha Thurmond
Aretha Dawn Hill-Thurmond (Seattle, 14 agosto 1976) è una discobola statunitense.

## Palmarès
| Anno | Manifestazione      | Sede             | Evento           | Risultato | Prestazione | Note |
| ---- | ------------------- | ---------------- | ---------------- | --------- | ----------- | ---- |
| 1996 | Giochi olimpici     | Atlanta          | Lancio del disco | 34ª (q)   | 56,04 m     |      |
| 1999 | Universiadi         | Palma di Maiorca | Lancio del disco | 6ª        | 58,95 m     |      |
| 1999 | Giochi panamericani | Winnipeg         | Lancio del disco | Oro       | 59,06 m     |      |
| 2003 | Giochi panamericani | Santo Domingo    | Lancio del disco | Oro       | 63,30 m     |      |
| 2003 | Mondiali            | Saint-Denis      | Lancio del disco | 20ª (q)   | 50,79 m     |      |
| 2004 | Giochi olimpici     | Atene            | Lancio del disco | 19ª (q)   | 58,82 m     |      |
| 2005 | Mondiali            | Helsinki         | Lancio del disco | 22ª (q)   | 47,15 m     |      |
| 2008 | Giochi olimpici     | Pechino          | Lancio del disco | 9ª        | 59,80 m     |      |
| 2009 | Mondiali            | Berlino          | Lancio del disco | 10ª       | 59,89 m     |      |
| 2011 | Mondiali            | Taegu            | Lancio del disco | 12ª (q)   | 59,88 m     |      |
| 2011 | Giochi panamericani | Guadalajara      | Lancio del disco | Argento   | 59,53 m     |      |
| 2012 | Giochi olimpici     | Londra           | Lancio del disco | 23ª (q)   | 59,39 m     |      |